# Макромии
Макромии (лат. Macromiidae) — семейство стрекоз. Содержит 4 рода и 125 видов. Ранее традиционно рассматривалось как подсемейство Corduliidae Kirby, 1890.

## Описание
По размеру сходны с Aeshnidae, но имеют зелёные глаза. У самок представителей семейства отсутствует яйцеклад, поэтому они откладывают яйца, погружая абдомен в воду, пролетая над ней. Самец обычно не присутствует при откладывании самкой яиц.
Наяд находят в ручьях, реках и проточных (с течением воды) озёрах.

## Классификация
Семейство описано Джорджем Нидемом в 1903 году. К нему относятся около 125 видов из четырёх родов
- Didymops Rambur, 1842
- Epophthalmia Burmeister, 1839
- Macromia Rambur, 1842
- Phyllomacromia Selys, 1878